# Camillo Ruini
Camillo Ruini, född 19 februari 1931 i Sassuolo, Emilia-Romagna, Italien, är en italiensk kardinal inom Romersk-katolska kyrkan. Han var mellan 1991 och 2008 generalvikarie för stiftet Rom och mellan 1991 och 2007 ordförande för den italienska biskopskonferensen.

## Studier och prästvigning
Ruini inledde sina präststudier vid seminariet i Reggio nell'Emilia. Han prästvigdes i Rom den 8 december 1954 av titulärärkebiskop Luigi Traglia. Efter vigningen bedrev Ruini fördjupade studier vid Gregoriana i Rom och avlade licentiatexamen i filosofi och teologi. 1957 återvände Ruini till Reggio Emilia för att undervisa i filosofi vid stiftets prästseminarium. Senare föreläste han i teologi i Modena.

## Biskop
Ruini utnämndes den 16 maj 1983 till biträdande biskop av Reggio Emilia och titulärbiskop (senare titulärärkebiskop) av Nepte i Tunisien. Ruini kom att verka för en mer fördjupad dialog mellan Kyrkan och det italienska samhället. I juni 1986 utsåg påve Johannes Paulus II Ruini till generalsekreterare för den italienska biskopskonferensen. Fem år senare utnämndes han till hjälpbiskop och generalvikarie (kardinalvikarie) för stiftet Rom. Som sådan är han påvens närmaste medarbetare i dennes egenskap av biskop av Rom.

## Kardinal
I januari 1991 blev Ruini ärkepräst för Roms katedral, Laterankyrkan. Senare samma år, vid konsistoriet den 28 juni, upphöjde Johannes Paulus II Ruini till kardinalpräst med Sant'Agnese fuori le Mura som titelkyrka. Utöver sin position som generalvikarie för stiftet Rom är Ruini verksam vid den romerska kurian där han bland annat är ledamot av Biskopskongregationen och Påvliga rådet för lekfolket. Kardinal Ruini var en av de kardinalelektorer som den 19 april 2005 valde kardinal Ratzinger till ny påve.
Kardinal Ruini anses vara en av de ledande konservativa krafterna inom den romerska kurian. I etiska och politiska frågor står han mycket nära den förre påven, Johannes Paulus II, och den nuvarande, Benedictus XVI. Våren 2005 motsatte han sig med emfas förslaget att Italien till viss del skulle avskaffa de stränga lagarna beträffande artificiell insemination. Ruini har även förkastat PACS, Patto di solidarietà civile, som utgör en juridisk samlevnadsreglering avsedd för såväl hetero- som homosexuella par. I februari 2007 lade den italienska senaten fram ett lagförslag, DiCo, som lagligt skall reglera hetero- och homosexuella samboförhållanden. DiCo har fördömts av många av Italiens konservativa krafter eftersom man ser lagförslaget som ett sätt att underminera äktenskapets unika ställning och samtidigt upphöja homosexuella förhållanden till något allmänt acceptabelt i samhällets ögon. Ruinis och den nuvarande påvens uttalanden i debatten föranledde politikern och HBT-förespråkaren Franco Grillini att hävda att Italien befinner sig i händerna på en "klerikal diktatur".

## Bibliografi (urval)

Kardinal Camillo Ruinis vapensköld